# Au d'astí!
Au d'astí! és un grup de música punk i oi! aragonès contemporani en aragonès i castellà. Sovint resumeixen la seva música amb l'expressió rock trabucaire (mot aragonès que vol dir 'trapella, brètol'). Reivindiquen la cultura aragonesa, l'anticapitalisme i la ruralitat. En particular, defensen la llengua aragonesa i sembla que són els únics fins ara a cantar en la varietat ribagorçana.
El conformen Manu González, vocalista i compositor, que abans formava part de la banda Verbo; Daniel Ferrer i Aleix Almuzara com a guitarristes; Daniel Castarlenas a la bateria, que també venia de Verbo, i Diego Bronchal de baixista. Provenen de l'àmbit rural de les comarques aragoneses de Llitera, Cinca Mitjà i Somontano de Barbastre.
Una de les influències més importants de la formació és Kortatu. També ho són els grups aragonesos Los Segis, Azero, Ixo Rai! i La Ronda de Boltaña; i els bascos Rotten XIII, Brigade Loco, Kaleko Urdangak i Arkada Social. Fins i tot s'han inspirat o emmirallat en Los Draps, Obrint Pas i Crim de Tarragona, dels Països Catalans.
El nom es pot traduir com Ves-te'n d'aquí! i homenatja La Ronda de Boltaña, que té una cançó de Carnestoltes que diu «Au d'astí puñetas». Curiosament, hi havia hagut un grup de música homònim d'Osca als 2000 ja retirat quan aquest va sorgir.
En concret, Manu González i Daniel Castarlenas van idear el grup el 2018 amb l'objectiu de fer música més punk. Secundàriament, els va motivar més a dir la seva la tensió del procés independentista català d'aleshores, dins del panorama polític espanyol, tot i que no va ser determinant.
El 2022, van finançar parcialment la gravació i publicació al maig de llur primer disc, Rock Trabucaire, mitjançant micromecenatge a la plataforma Verkami. Es va fer als estudis Sound of Sirens de Pamplona amb la supervisió de Julen Urzaiz. Hi va col·laborar com a corrector Jorge Pueyo, així com Kapi d'Azero i Luis Chesus de Fongo com a músics.
Juntament amb els rapers Hijos del Lindano, van muntar un col·lectiu anomenat Ixufrina que funciona com una cooperativa de grups de música.